# Skadar (Osečina)
Skadar (Osečina) (em cirílico: Скадар) é uma vila da Sérvia localizada no município de Osečina, pertencente ao distrito de Kolubara. A sua população era de 577 habitantes segundo o censo de 2011.

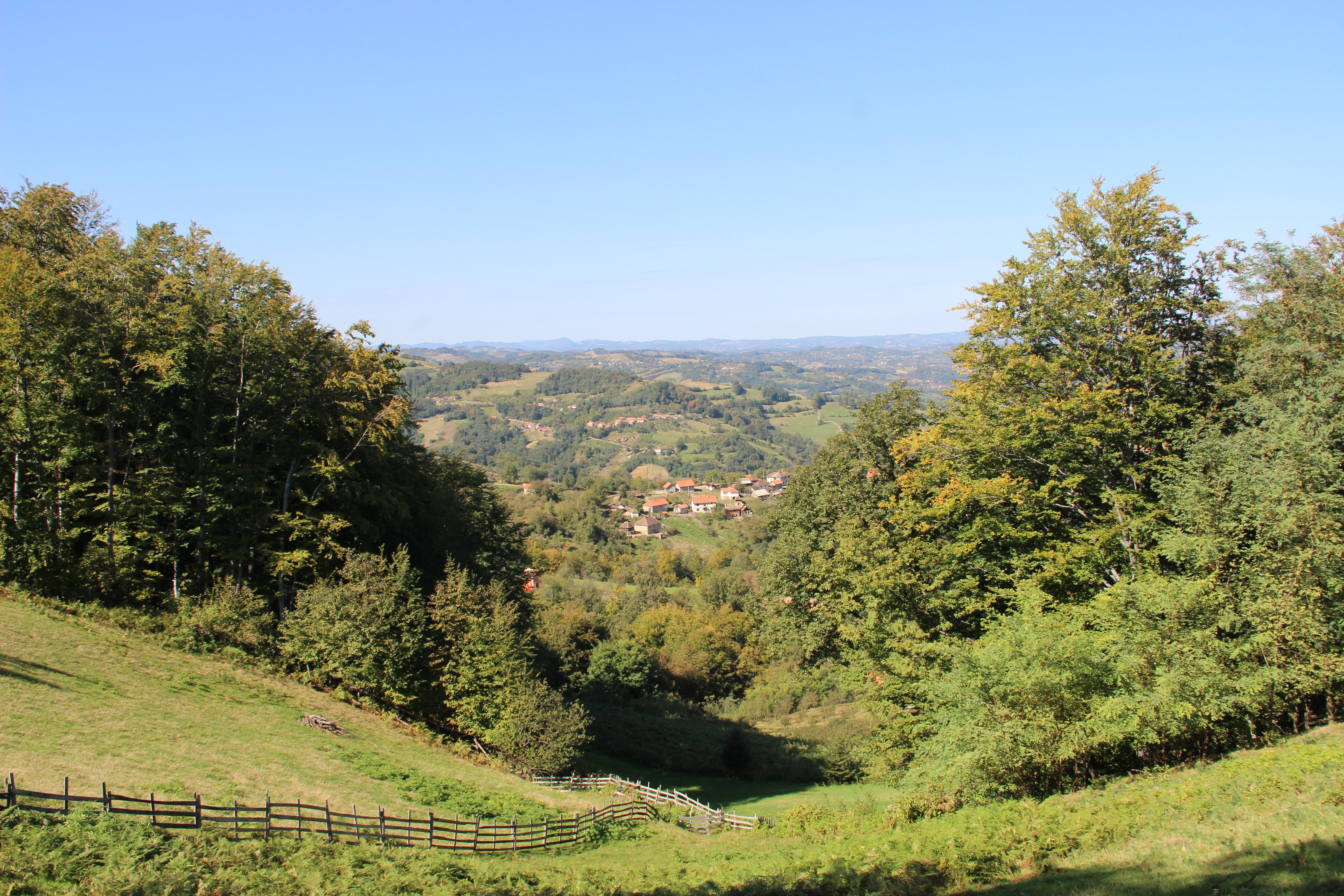
Skadar - panorama
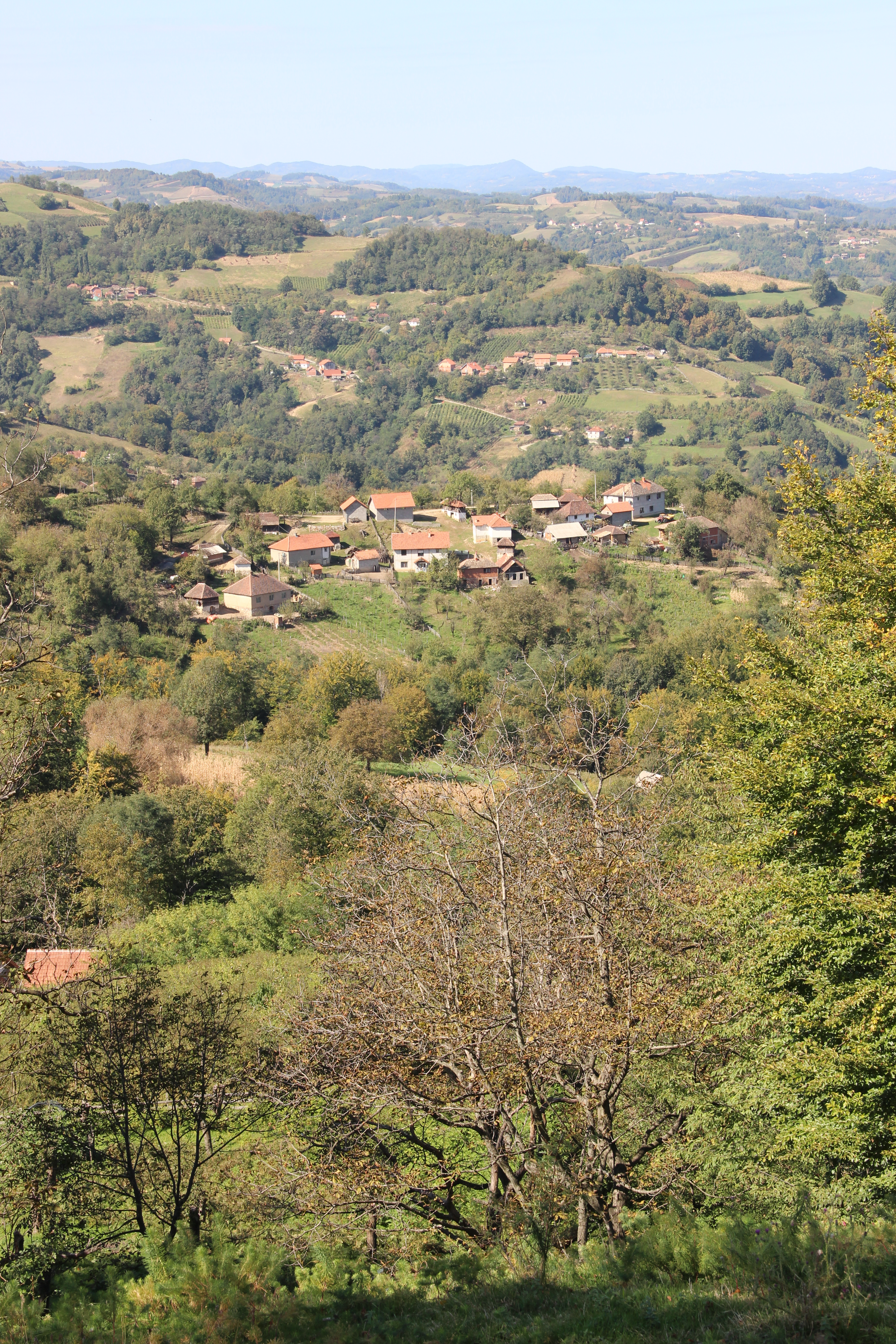
Skadar - panorama
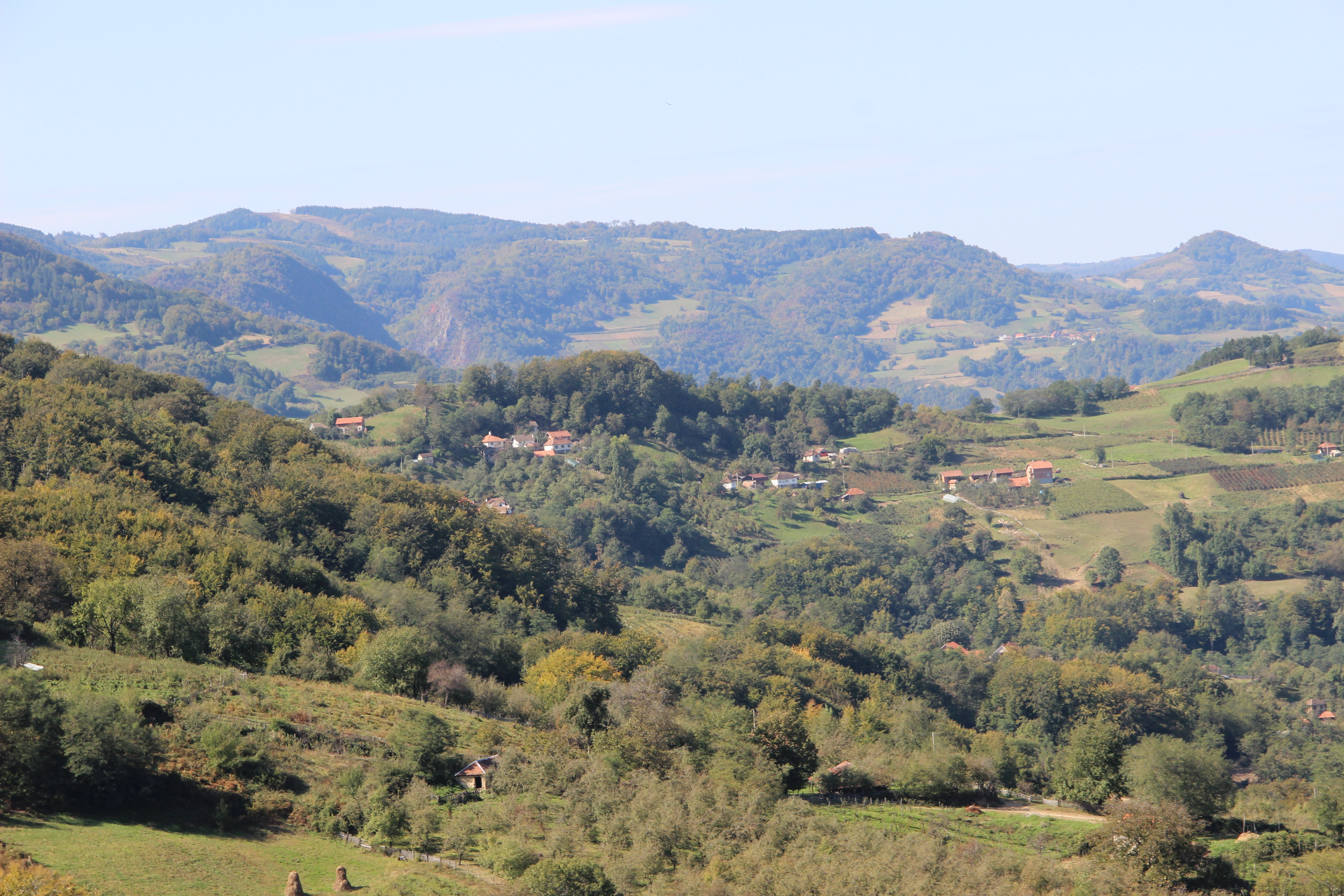
Skadar - panorama
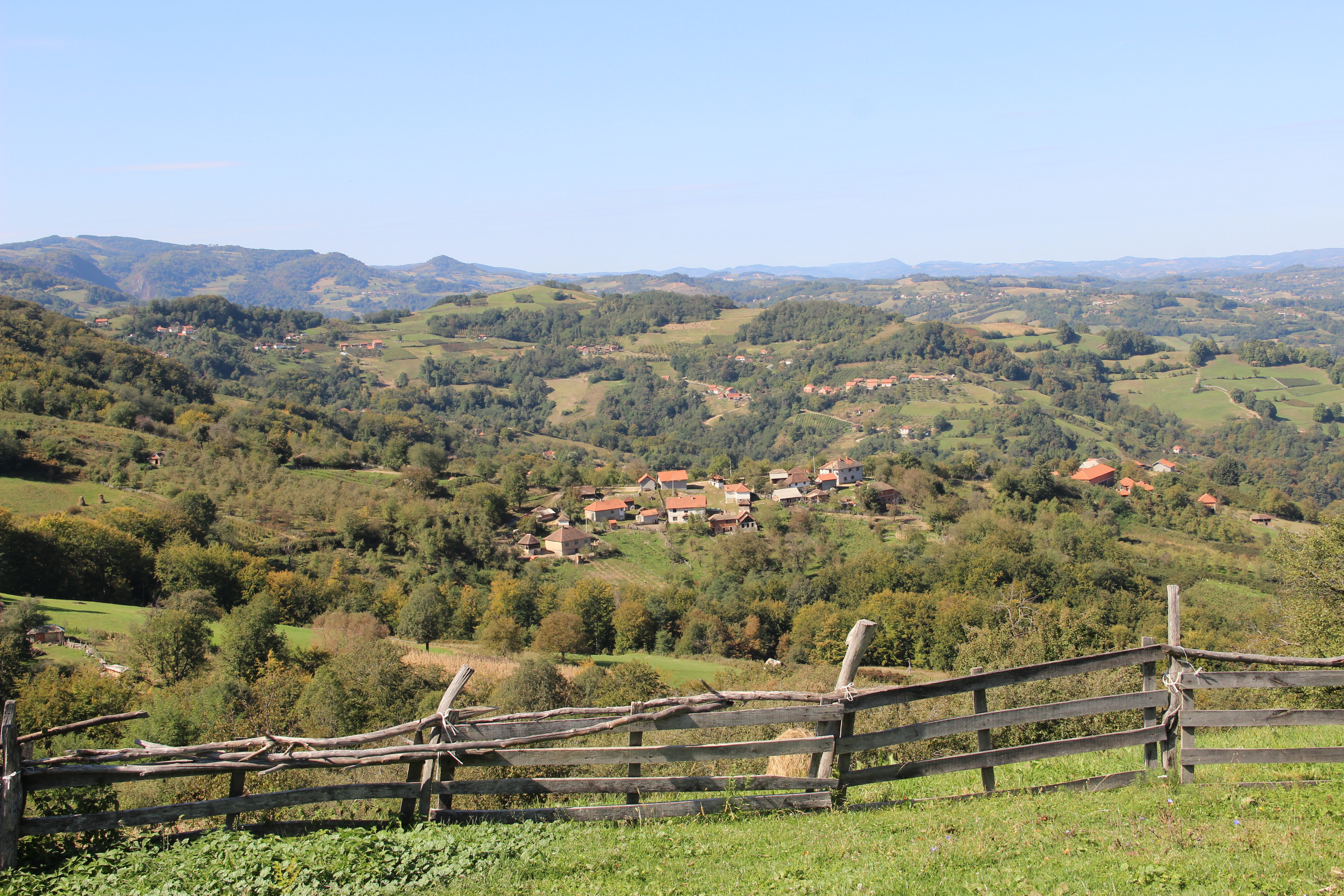
Skadar - panorama
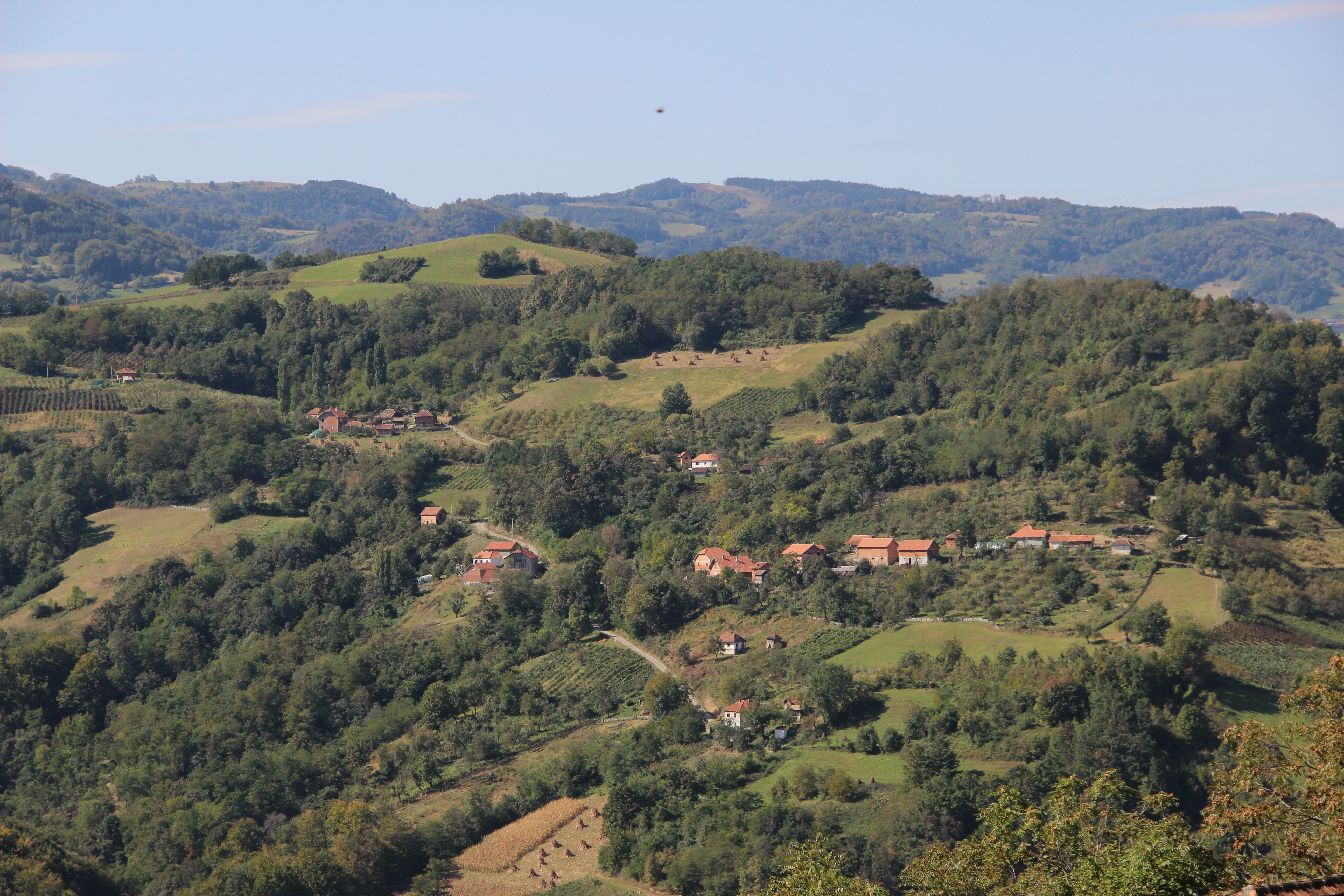
Skadar - panorama
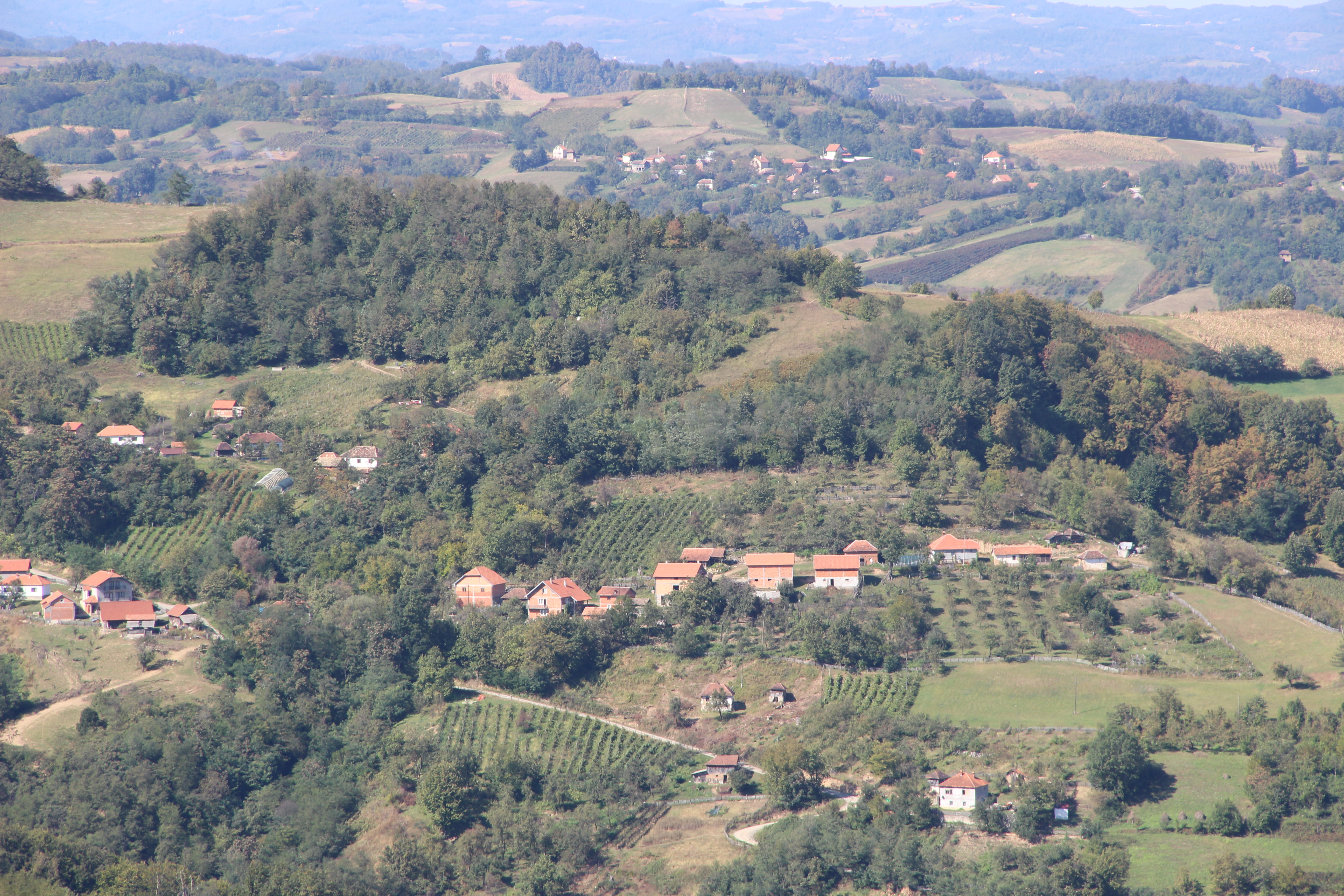
Skadar - panorama

## Demografia
| 1948  | 1953  | 1961  | 1971  | 1981 | 1991 | 2002 | 2011 |
| ----- | ----- | ----- | ----- | ---- | ---- | ---- | ---- |
| 1 237 | 1 234 | 1 160 | 1 060 | 933  | 822  | 736  | 577  |